# Отаман (бронетранспортер)
Отаман — сучасна нова бойова платформа, на базі якої може бути створена бойова техніка різноманітного призначення: бронетранспортер, машина вогневої підтримки, самохідна артилерійська установка (міномет) інші бойові та спеціальні машини. Розроблена компанією НВО «Практика».

## Історія

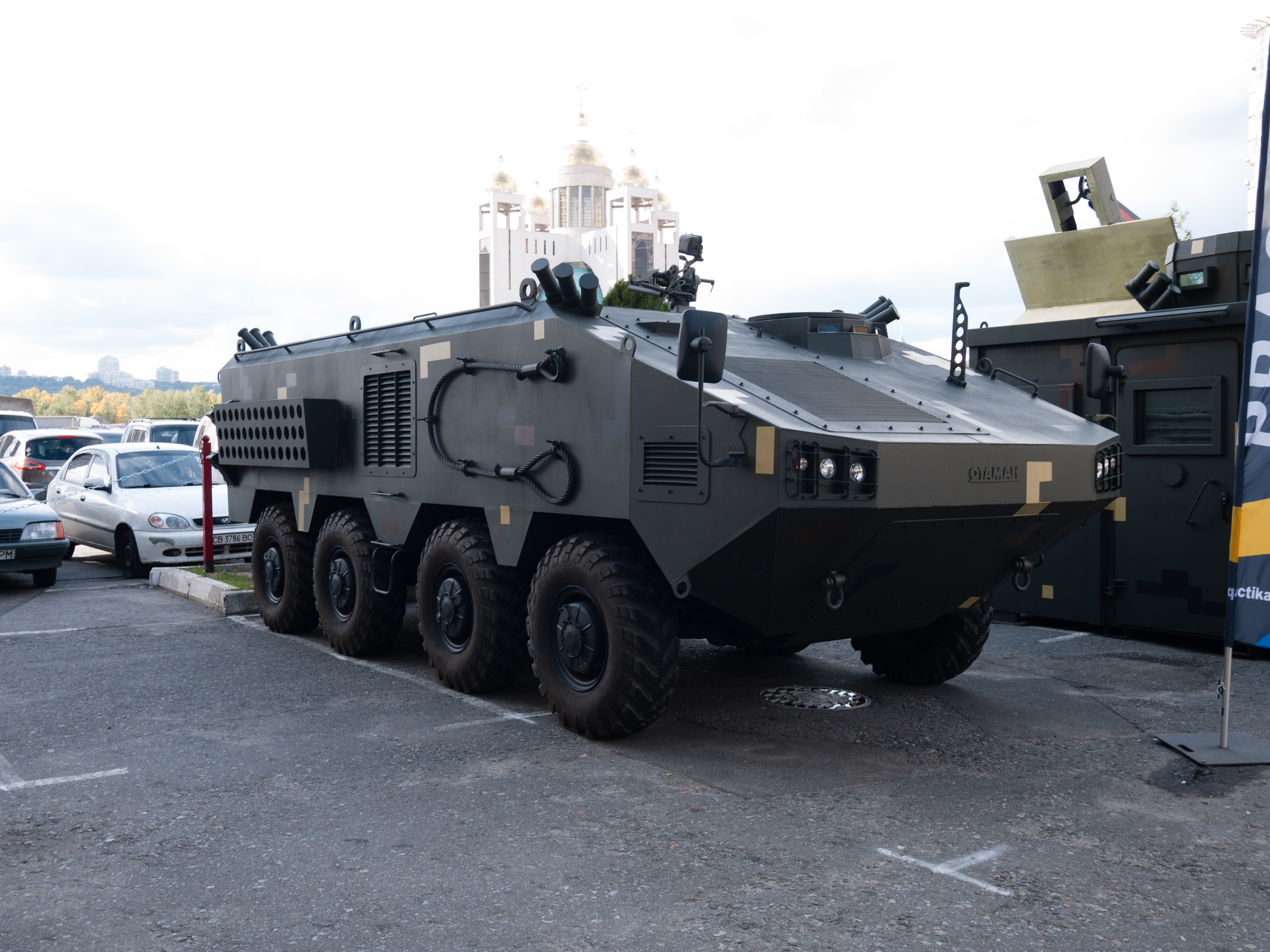
Otaman 8x8

Розроблена компанією НВО «Практика» на основі Спільного рішення Міністерства оборони України «На відкриття дослідно-конструкторської роботи на розроблення базових колісних шасі для самохідних артилерійських установок, шифр „Накат“».
Платформа створена шляхом глибокої модернізації шасі БТР-60/70 — новий бронекорпус з передньомоторною компоновкою та повна заміна «силової лінії» (двигуна та трансмісії).
Вперше представлена у версії 120-мм самохідного міномету на Міжнародній спеціалізованій виставці «Зброя та безпека — 2016».
28 вересня 2017 року, під час першого Всеукраїнського форуму приватних підприємців оборонної промисловості, був продемонстрований новий варіант машини, який на Київському бронетанковому заводі, був оснащений бойовим модулем «Штурм-М», що встановлюється на БТР-3. Представлений на форумі новий варіант модернізації БТР-60 орієнтований на мобільність та вогневу міць. Новий корпус виконаний із сучасної сталі та випробовується за різними міжнародними стандартами, має прогнозований рівень балістичного захисту STANAG 4569 рівня II. Для підвищення захисту також може бути обладнаний навісною керамічною бронею.

## Модифікації

### «Отаман» 6×6

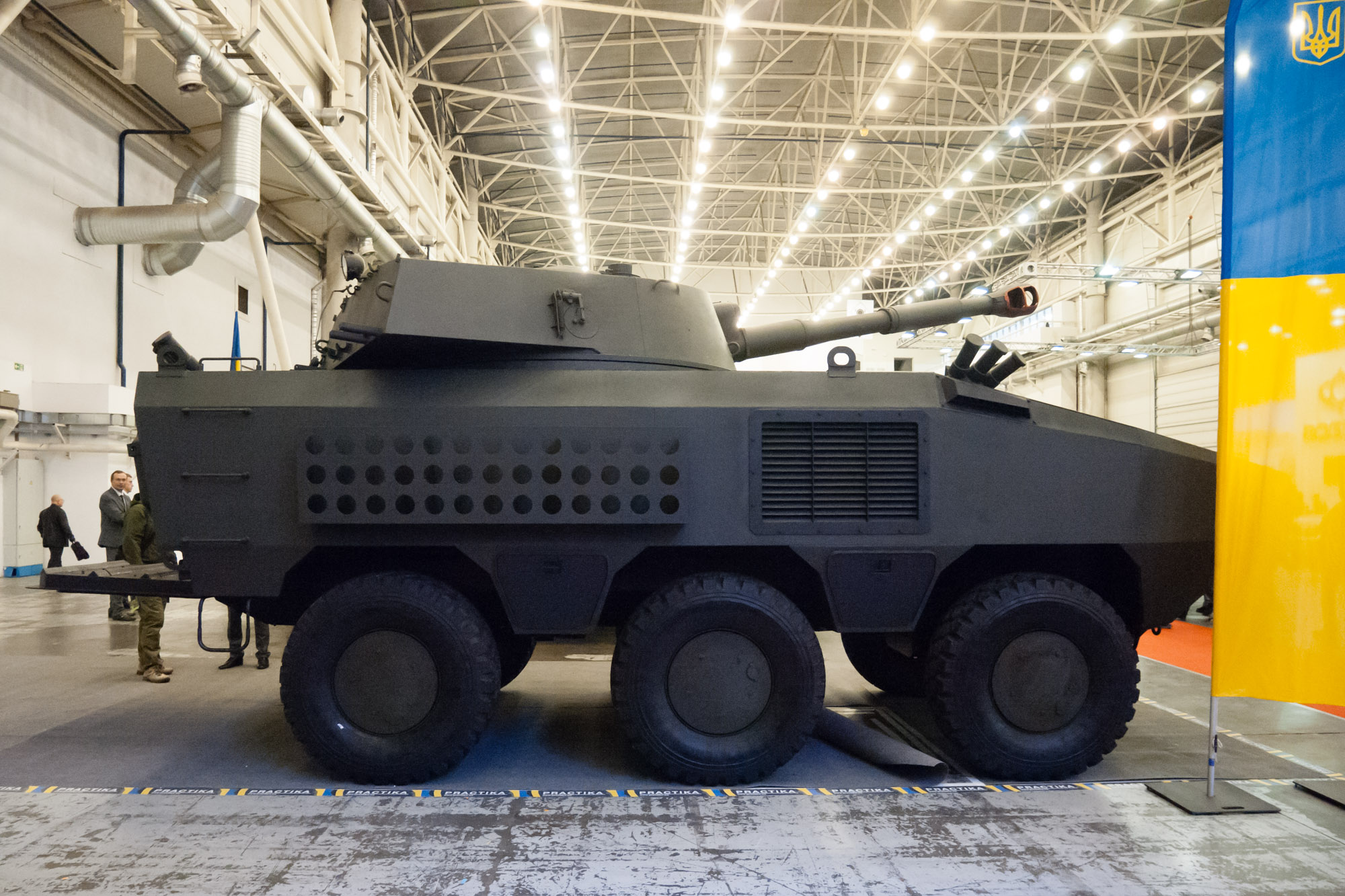
Отаман 6×6

Бронетранспортер «Отаман» 6×6 має автоматичну коробку передач марки Allison. Двигун дизельний марки Deutz потужністю 558 к.с., розташований у передній частині машини. Підвіска бронетранспортера незалежна з приводом на всі колеса.Уперше уніфіковану платформу Отаман" 6х6, на базі якої може бути створена техніка різноманітного призначення: бронетранспортер, машина вогневої підтримки, самохідна артилерійська установка (міномет) інші бойові та спеціальні машини, українська приватна компанія представила три роки тому, на виставці «Зброя та безпека 2016». Тоді вона була показана у варіанті САУ, як артчастина була встановлена башта від САУ 2С1 «Гвоздика».
Корпус «Отамана» броньований зі спеціальним протимінним захистом, через що бронетранспортер вище за БТР-70 та БТР-80.
Може служити основою для машин спеціального призначення:
- машина вогневої підтримки,
- самохідний міномет,
- санітарний автомобіль,
- штабний автомобіль,
- інші варіанти.

До кінця 2019-го року мають розпочатися заводські випробування першого зразка машини, а після того — державних випробувань, що триватимуть кілька років та відбуватимуться за спеціальною програмою.

#### Заявлені тактико-технічні характеристики модифікації Отаман 6×6:[2]
- Повна вага: 22 тонни
- Вантажопід'ємність: 5 тонн
- Довжина: 7,2 метрів
- Ширина: 2,9 метрів
- Висота: 2,3 метри
- Швидкість по шосе: 100 км/год
- Швидкість на воді: 8 км/год
- Протикульний захист класу: STANAG level 4
- Протимінний захист: до 8 кг

### «Отаман-3»

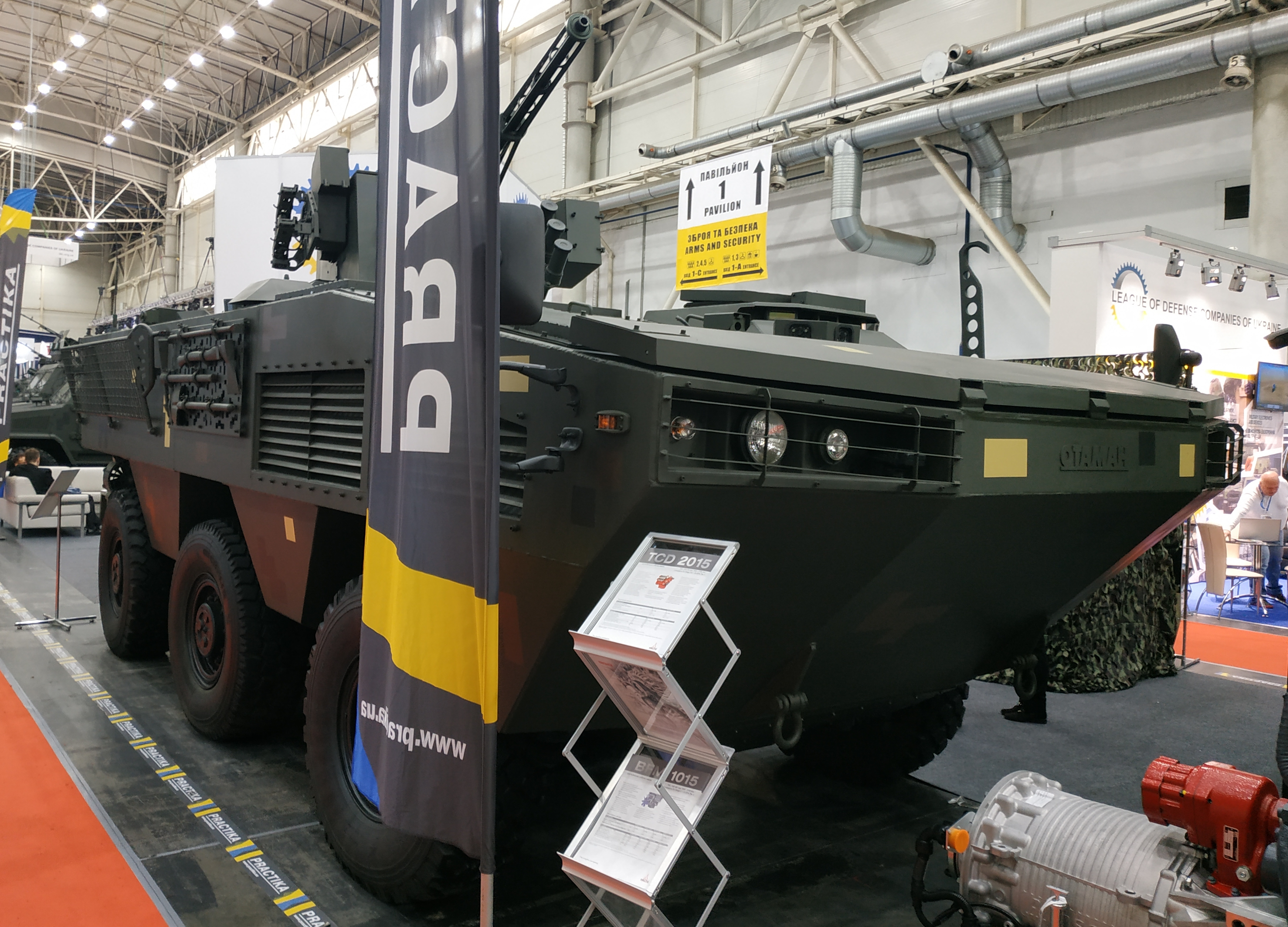
Отаман-3 на виставці «Зброя та безпека-2019»

Під час проведення щорічної виставки «Зброя та безпека-2019» було представлено модифіковану версію БТР Отаман-3.
У квітні 2019 року стало відомо, що на базі платформи пропонується бронетранспортер орієнтований на озброєння підрозділів морської піхоти Військово-Морських Сил України.
У кооперацію щодо розробки і створення «Отамана» також входять біля десяти приватних оборонних підприємств, а також декілька підприємств «Укроборонпрому». «Машина показала відмінні результати на заводських випробуваннях, та готова приступити до державних випробувань», — повідомив директор компанії «Практика» Олег Висоцкий.
Бронетранспортер розроблений за технічним завданням морської піхоти ВМСУ, спроєктований згідно останніх тенденцій для бойових машин такого класу: переднє розташування двигуна та заднє розташування десанту, високий рівень балістичного захисту, протимінний захист, покращена ергономіка екіпажу та десанту, великий запас вантажопідйомності (що дозволяє додатково встановлювати додаткове важке обладнання або озброєння).
Осьове навантаження може досягати 9,0 тонн, а повна маса — 27 т. Це дозволяє збільшити корисне навантаження машини до 7,0 тонн — а це більше броні і більше озброєння.
Під час презентації машини також була продемонстрована «прозора кабіна» від компанії LimpidArmor — сигнали з зовнішніх відеокамер обробляються і виводяться на екрани шолома водія та командира, забезпечуючи круговий огляд простору навколо бронемашини.
В березні 2020 року відбувся черговий етап ходових випробувань машини «Отаман-3».

#### Тактико-технічні характеристики
Дана модифікація має такі тактико-технічні характеристики:
- Повна маса: 23000 кг
- Корисне навантаження: до 5000 кг
- Екіпаж: 3 чол + 7 десант
- Довжина: 7215 мм
- Висота: 2850 мм (по корпусу 2295 мм)
- Колісна формула: 6×6
- Ширина колії: 2466 мм
- Двигун: дизельний, Deutz TCD 2015 V6, 550 к.с.
- Максимальний крутний момент: 1900 Н·м при 1300 об/хв
- Питома витрата палива: 197 г/кВт·год
- Автоматична трансмісія з електронним керуванням, 6-ступінчаста Allison 4500 SP-P
- Озброєння: БМ-3М «Штурм» (30-мм гармата, 30-мм гранатомет 7,62-мм кулемет, ПТРК)
- Бронювання: базовий захист ПЗСА-5, із додатковим бронюванням STANAG 4569 Level 4
- Протимінний захист: 3а/3b (8 кг)